# 寶安大道
宝安大道为中华人民共和国广东省深圳市宝安区的一条主要道路。由深圳南山起，經過立交后到達新城檢查站，往西北走一直到深圳北面接通東莞長安鎮。與107國道大致平行，途經新安、西鄉、固戌、深圳機場、福永、沙井、松崗。寶安大道部分路段為深圳地鐵1號線架空段，亦有部分路段為深圳地鐵11號線架空及、過渡及地底段。